# Massacre (Dominica)
Massacre ist eine Ortschaft der karibischen Inselrepublik Dominica und hat ca. 1200 Einwohner.
Massacre liegt an der Westküste Dominicas im Distrikt (Parish) St. Paul, ca. 6 km nördlich der Hauptstadt Roseau, am gleichnamigen Fluss Massacre River.
Die Ortschaft erhielt ihren Namen in Erinnerung an ein Massaker (englisch massacre) englischer Truppen an den Kariben-Indianern, bei welchem 1674 fast 100 Ureinwohner niedergemetzelt wurden. Heute erinnert ein Wandgemälde an einer Hauswand in der Ortschaft an dieses Ereignis.

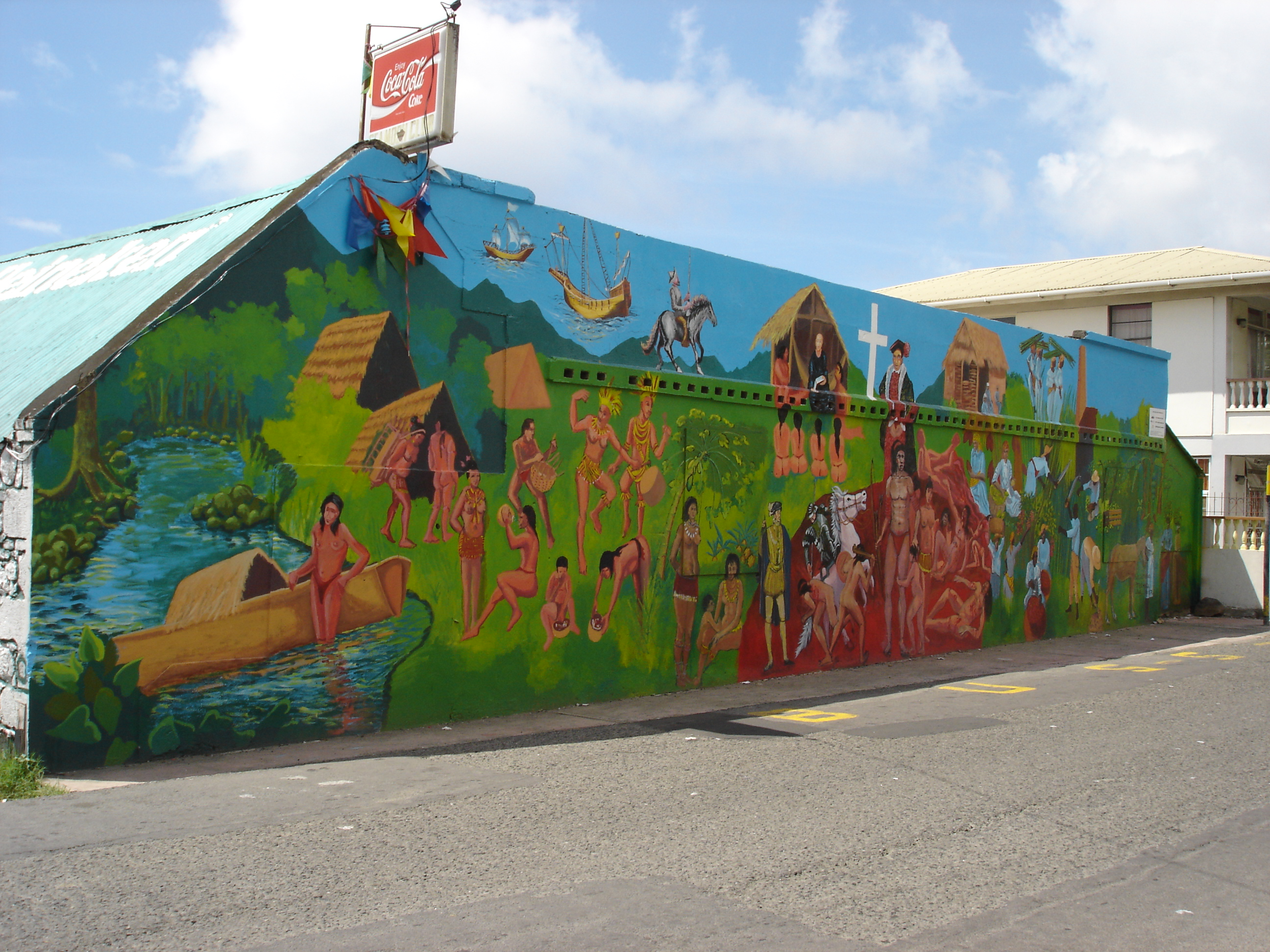
Wandgemälde in Massacre